# Casa Barezzi

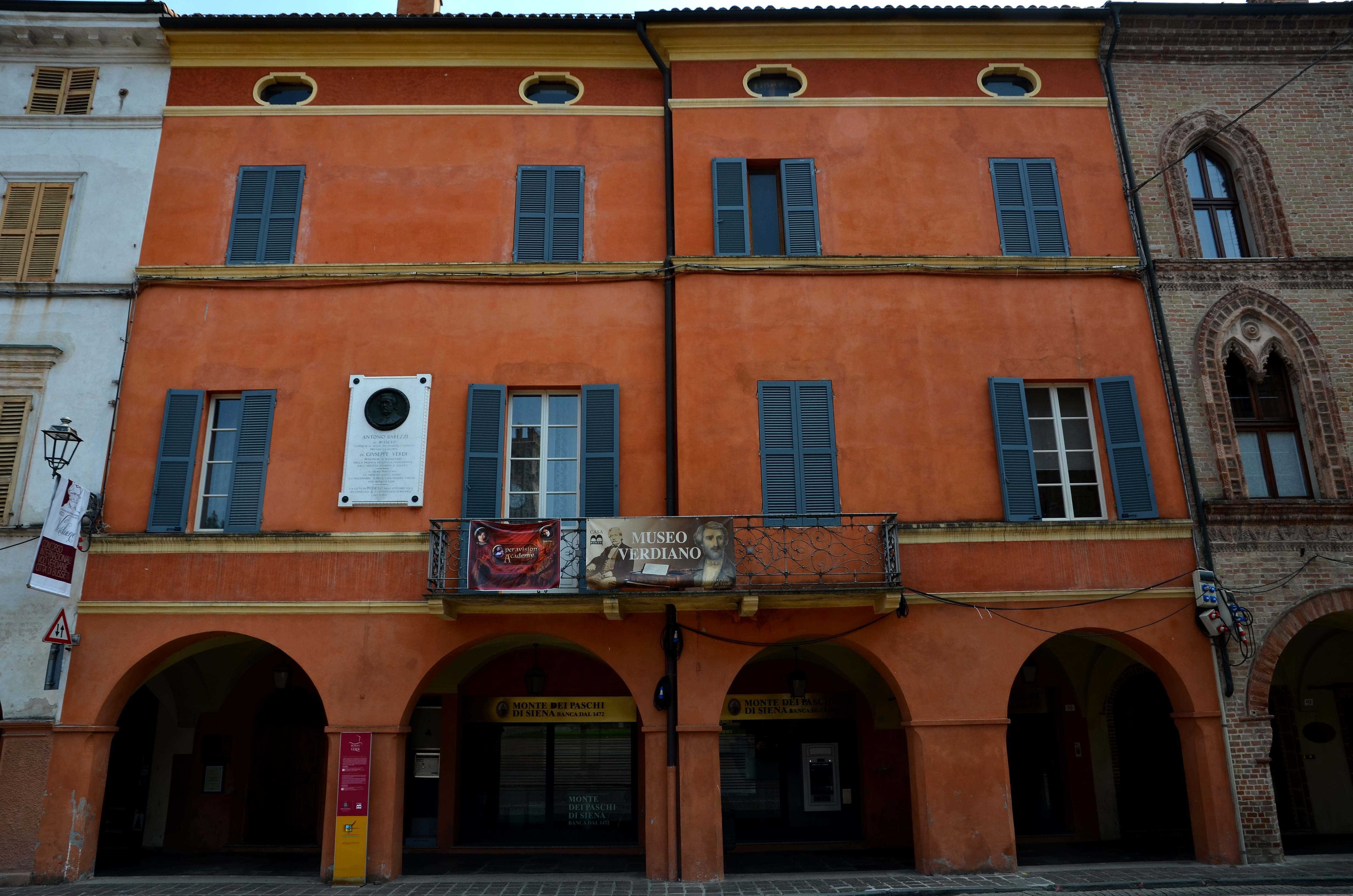
Fassade des Casa Barezzi in Busseto

Die Casa Barezzi ist ein Stadthaus in Busseto in der italienischen Region Emilia-Romagna. Es liegt in der Via Roma 19.
In dem Gebäude, dem ehemaligen Wohnhaus von Antonio Barezzi, des Schwiegervaters und Wohltäters von Giuseppe Verdi, ist ein Museum mit Erinnerungsstücken an den Meister untergebracht. Sie wurden direkt im historischen Salon erstmals der Öffentlichkeit gezeigt; dort ist heute der Sitz der Verdi-Freunde.

## Geschichte
Das Haus, das zur Piazza Giuseppe Verdi in der Stadtmitte hin zeigt, gehörte Anfang des 19. Jahrhunderts Antonio Barezzi, einem wohlhabenden Lebensmittelhändler und großen Musikenthusiasten. Er gründete zusammen mit seinem Bruder Orlando und seinem Schwager Giuseppe Demaldè die Philharmonie von Busseto mit Sitz in genau diesem Gebäude.
Als er die großen Fähigkeiten von Giuseppe Verdi erkannt hatte, hieß Barezzi ihn in seinem Hause willkommen und ermutigte ihn in seiner Leidenschaft. 1830 trat der jugendliche Verdi im Salon des Hauses erstmalig vor Publikum auf, wo er sich auch Margherita, die Tochter seines Mäzens und seine spätere Gattin, traf. Im Folgejahr zog er in das Haus ein, bevor er nach Mailand zog, um seine Studien zu beenden, finanziert durch den Monte di Pietà von Busseto und Antonio Barezzi.

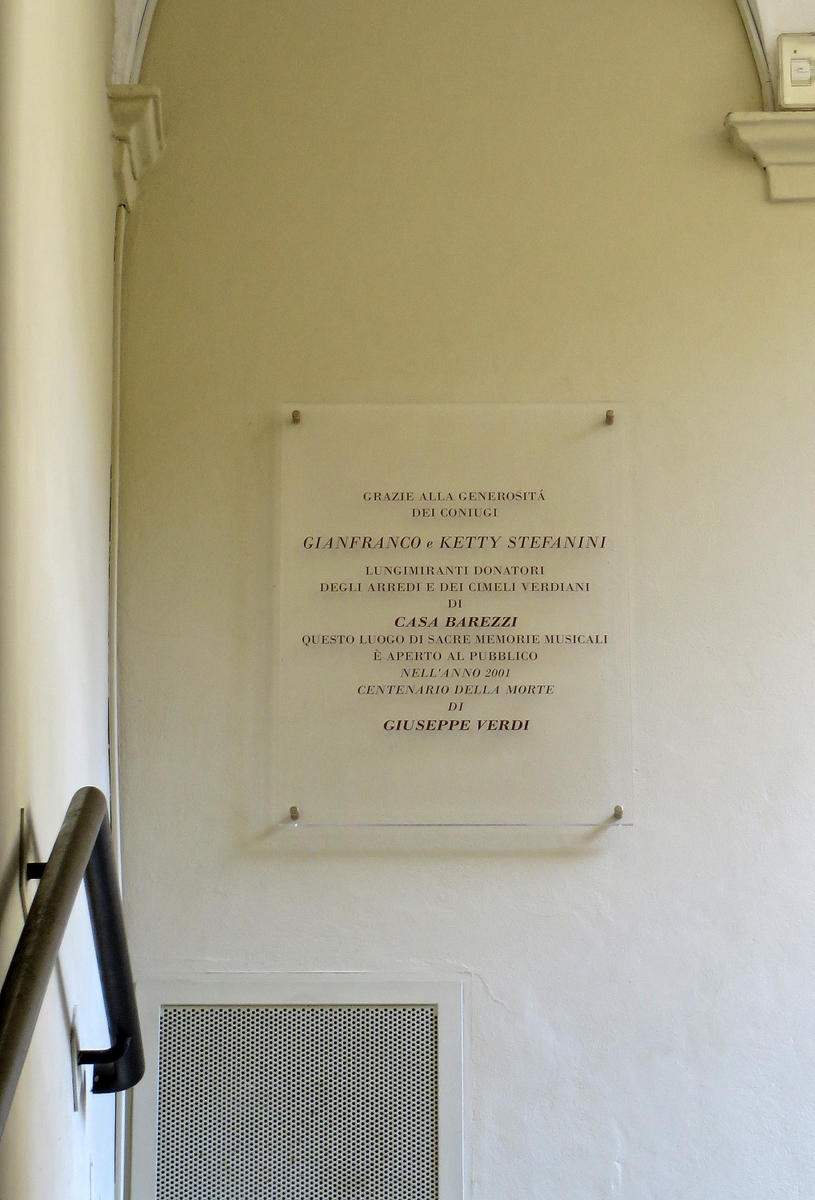
Erinnerungstafel, die 2001 an der Zugangstreppe zum Museum angebracht wurde

Als Giuseppe Verdi 1836 nach Busseto zurückkehrte, heiratete er Margherita und feierte das Hochzeitsfest im Salon des Hauses seines Schwiegervaters. Auch nach dem Tod seiner Frau 1840 verkehrte der Meister in diesem Hause, wo er auch die Oper I due Foscari komponierte.
Einige Jahre nach dem Tod von Antonio Barezzi 1867 beauftragten dessen Erben den Künstler Giuseppe Baisi, den Salon im eklektischen Stil zu dekorieren.
1913 wurde zur Feier den 100. Geburtstags Giuseppe Verdis eine große Marmortafel an der Fassade angebracht, in deren Mitte sich ein Bronzemedaillon mit dem Abbild von Antonio Barezzi befindet, das von Luigi Secchi geschaffen wurde; darunter ist eine Inschrift eingemeißelt, die von Arrigo Boito stammt.
Das Haus, das bis zur Mitte des 20. Jahrhunderts fast intakt erhalten geblieben ist, wurde später von den Erben Barezzis verändert, die sogar das Mobiliar verkauften. Anschließend kaufte es die Banca Nazionale dell’Agricoltura (heute Banca Monte dei Paschi di Siena), die die Verwaltung des Salons den Verdifreunden anvertraute, die die Restaurierung und Wiedereröffnung für die Öffentlichkeit betrieben, die am 26. Mai 1979 in Anwesenheit der Sopranistin Renata Tebaldi gefeiert wurde. In diesem Raum werden auch Konzerte gegeben und kulturelle Treffen abgehalten.
1998 wurde der Salon erneut restauriert, diesmal zusammen mit den anderen Räumen im ersten Obergeschoss. Dies geschah im Hinblick auf den Umbau zu einem Museum, dessen Schaffung durch die Schenkung zahlreicher Verdi-Relikte durch den ehemaligen Bürgermeister Gianfranco Stefanini möglich wurde, der bereits in der Vergangenheit zur Einrichtung des Salons beigetragen hatte. 2001 wurde das neue Museum zum 100. Todestag Giuseppe Verdis in Anwesenheit des Meisters Riccardo Muti feierlich eingeweiht. Wenige Tage später besuchte es auch der damalige Staatspräsident Carlo Azeglio Ciampi.

## Rundgang durch das Museum

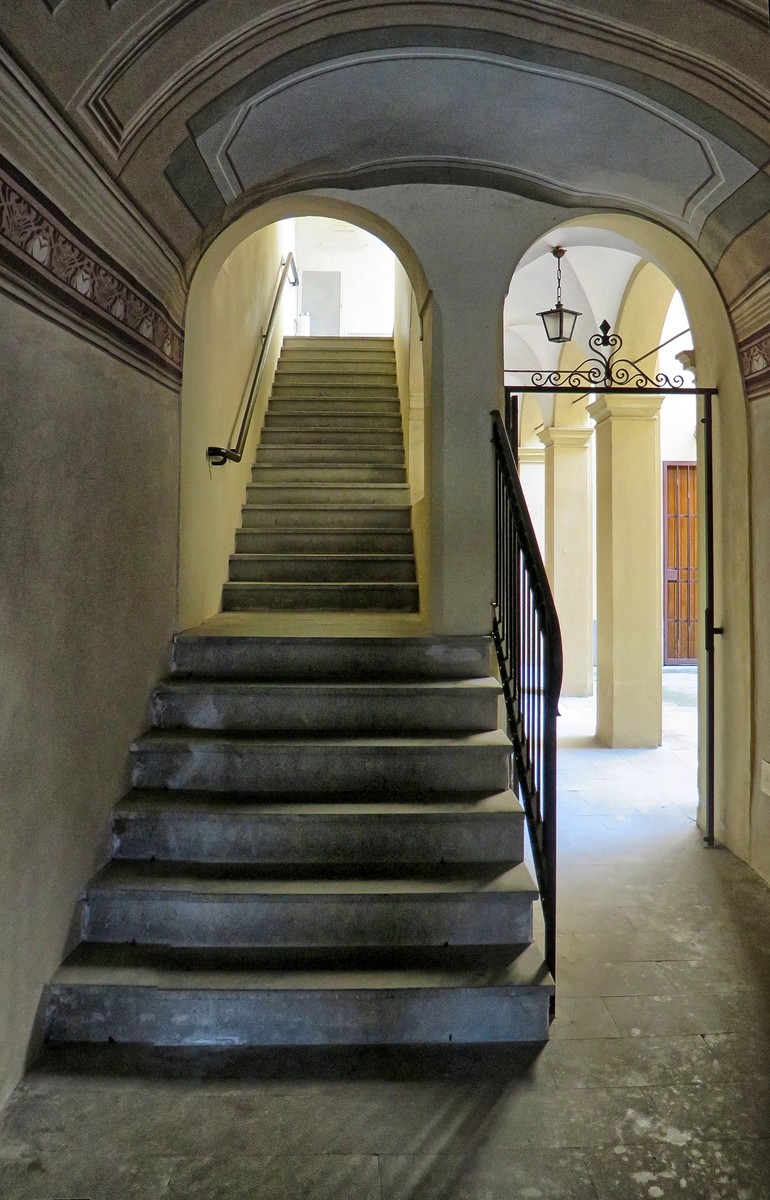
Atrium

Das Museum ist im ersten Obergeschoss des Hauses untergebracht.

### Salon Barezzi

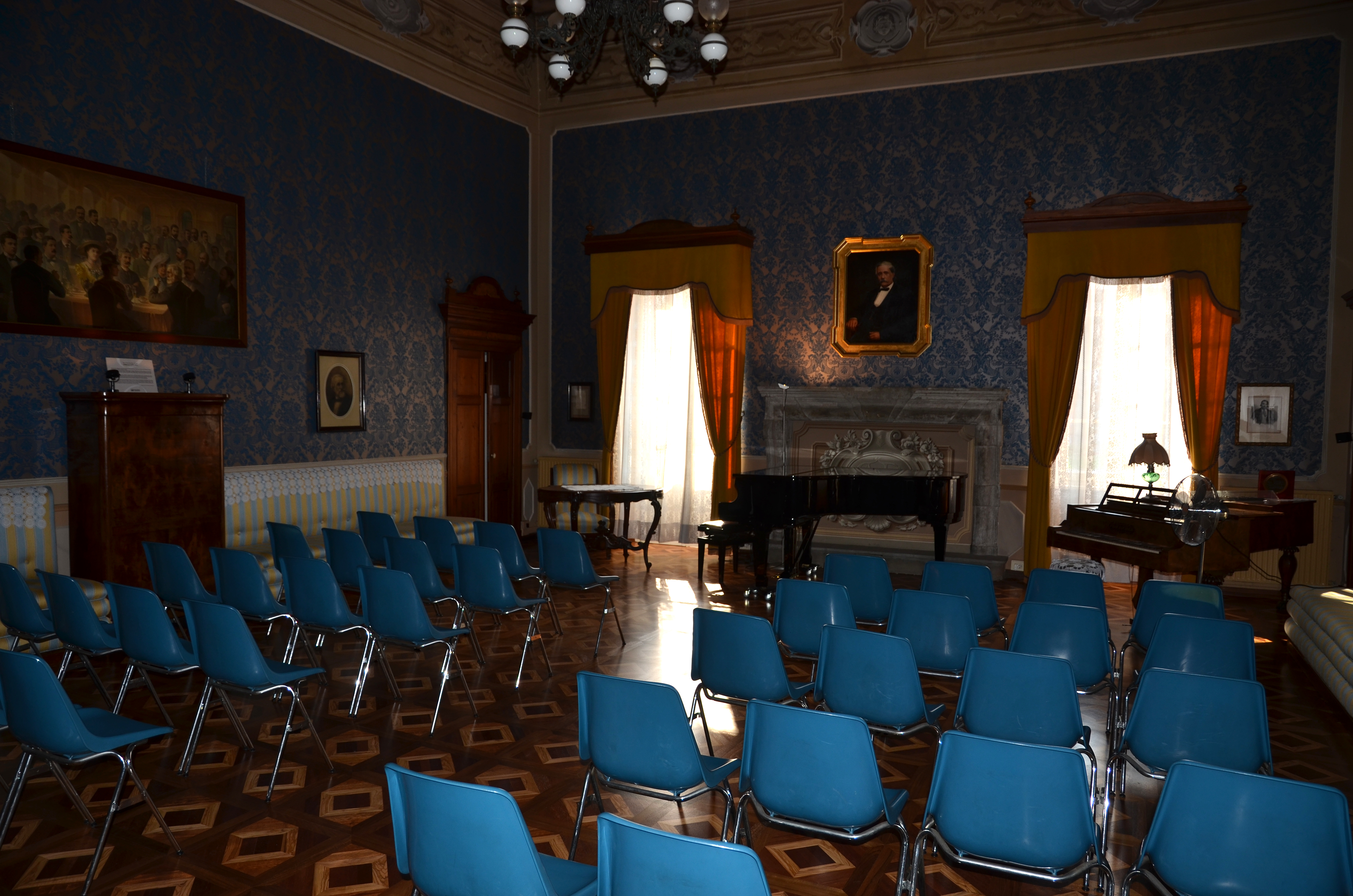
Salon Barezzi

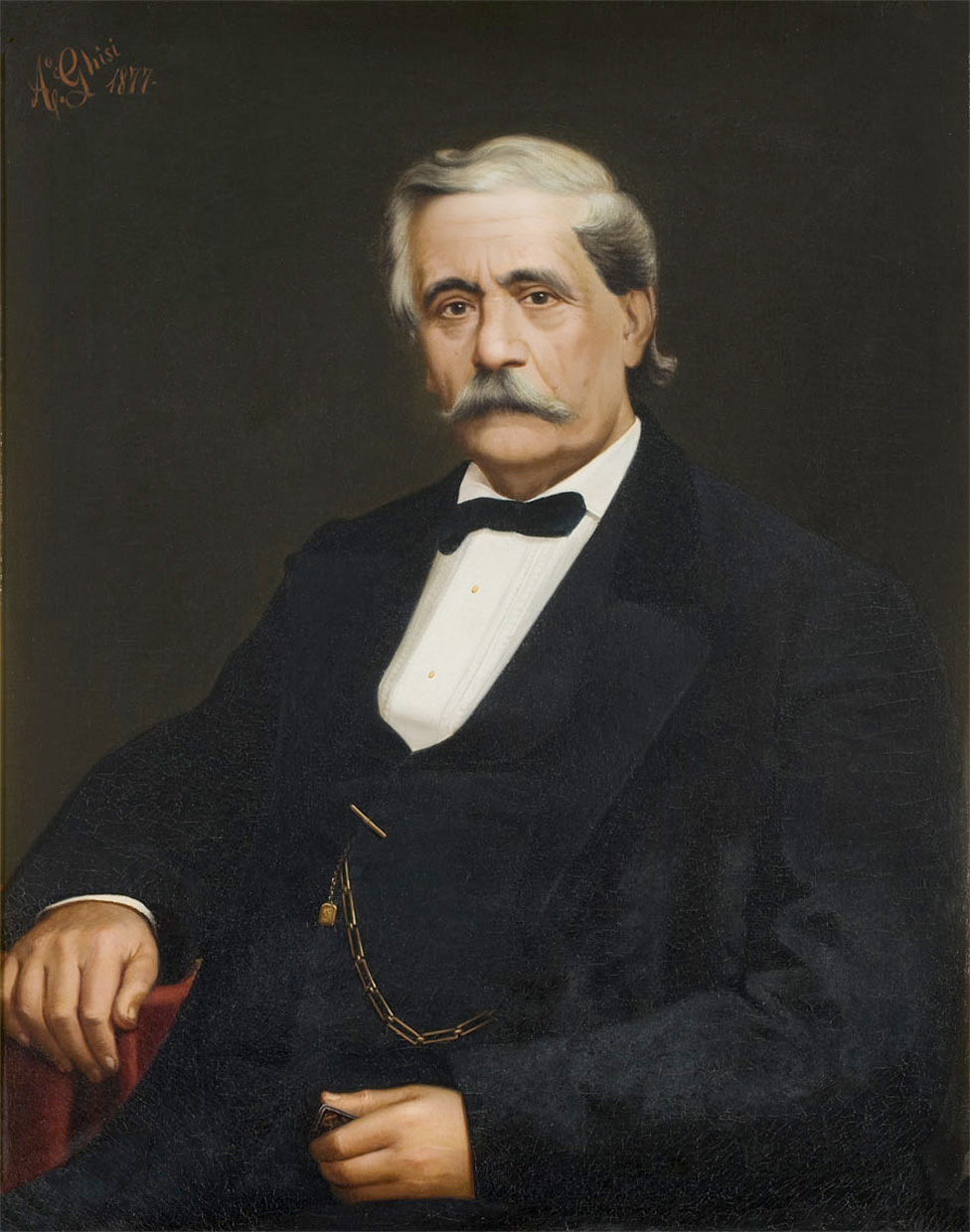
Porträt von Antonio Barezzi, A. Ghisi, 1877

Der wichtigste Raum ist der Salon Barezzi, der 1998 im eklektischen Stil des späten 19. Jahrhunderts restauriert wurde. Die Decke und der obere Teil der Wände sind mit Fresken von Giuseppe Baisi dekoriert, während der untere Teil der Wände mit Bildwirkereien im selben Stil verziert sind.
In dem großen Raum sind auch noch die originalen Möbel erhalten, die von Gianfranco Stefanini wieder aufgefunden und gespendet wurden. Das wertvollste Stück ist ein Wiener Hammerklavier von Anton Tomaschek, das Giuseppe Verdi für die Komposition I due Foscari benutzte und später darauf die Noten von Va, pensiero erklingen ließ, um seinen Schwiegervater in den letzten Momenten seines Lebens zu trösten.
Über dem großen, offenen Steinkamin aus dem 17. Jahrhundert hängt das Porträt von Antonio Barezzi, das Ghisi 1877 malte. An den anderen Wänden sind andere Familienporträts aufgehängt, ebenso wie ein großes Ölgemälde auf dem Verdi seduto al Caffè Cova di Milano con Puccini, Mascagni, Leoncavallo, Catalani e Toscanini (dt.: Verdi sitzt im Café Cova in Mailand mit Puccini, Mascagni, Leoncavallo, Catalini und Toscanini) abgebildet ist. Das Werk entstand im 20. Jahrhundert durch Romano di Massa. Darüber hinaus sind noch eine Reihe von Autogrammen Verdis und einige Skizzen des Kostümbildners Alfredo Edel ausgestellt.

### Weitere Räume

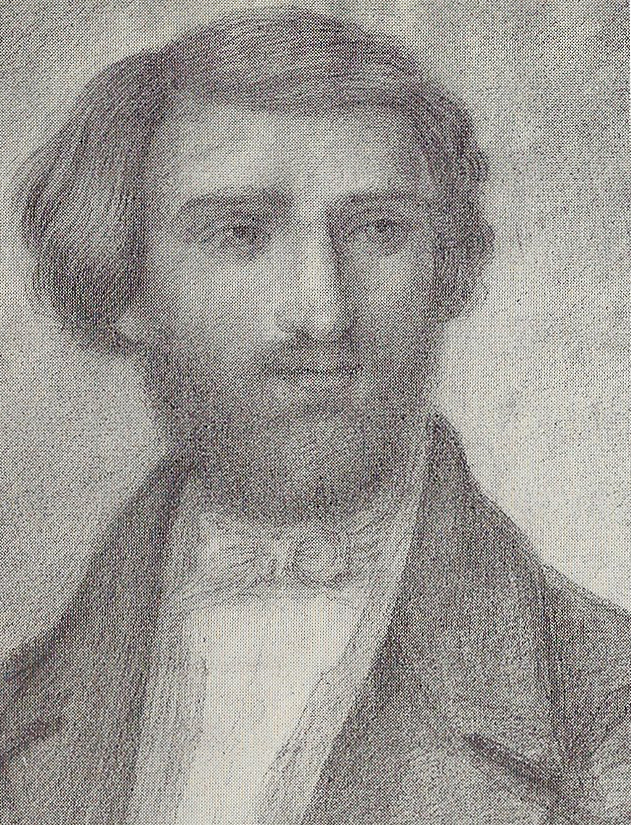
Porträt von Giuseppe Verdi, Stefano Barezzi, 1836

In den angrenzenden Räume kann man eine große Sammlung von Zeugnissen der künstlerischen Karriere von Giuseppe Verdi sehen.
Das erste Objekt ist eine Bronzebüste des Meisters, die von Vincenzo Gemito geschaffen wurde.
Es folgen zahlreiche Porträts von Giuseppe Verdi, angefangen von einer Kohlezeichnung von Stefano Barezzi von 1836, gefolgt von einer Zeichnung von Francesco Duranti von 1872 und einem von Francesco Paolo Michetti gemalten Pastell von 1887. Dann erscheint ein Porträt von Ferdinando Provesi, dem ersten Lehrer Verdis.
Es folgen zahlreiche Dokumente, die der Meister selbst schrieb, darunter ein Bittbrief an die Herzogin Marie-Luise aus dem Jahre 1837 und der Entwurf mit den Änderungen zum Ende des 3. Aktes des Otello von 1894.
Darüber hinaus sind dort einige Zeugnisse über Emanuele Muzio, den einzigen Schüler Verdis, erhalten. Es folgt eine Abteilung, die Giuseppina Strepponi, der zweiten Frau des Meisters, gewidmet ist; von ihr sind ein Ölporträt von 1835 und einige Dokumente ihrer künstlerischen Karriere ausgestellt. Auch Gravuren von Porträts von über 60 Sängern der Opern Verdis aus dem 19. Jahrhundert sind erhalten.
Es folgen zahlreiche Zeugnisse zum Tod des Meisters, darunter das erste Manuskript der Ode In morte di Giuseppe Verdi, die 1901 von Gabriele D’Annunzio komponiert wurde.
Schließlich sind Plakate und Spielzettel der bedeutendsten Opernsaisons des Teatro Giuseppe Verdi ausgestellt.

### Bibliothek
Die Bibliothek, die seit 2012 Teil des Bibliothekssystems des Distrikts Parma ist, beherbergt 500 Bände musikalischen Charakters, der größte Teil davon über die Person Giuseppe Verdis, und darüber hinaus ein sehr reiches, musikalisches Archiv mit etwa 1000 Schallplatten mit 33/min, 1600 CDs, 100 DVDs, Audio- und VHS-Videokassetten.
Das gesammelte Erbe stammt vorwiegend aus drei bedeutenden Schenkungen über die Jahre, von Anthony Rocco Schipper, von Gianfranco Stefanini und von Leopoldo Andreoli.
Darüber hinaus sind die Audioaufzeichnungen der bedeutendsten Konzerte, die von den Verdi-Freunden seit ihrer Gründung ausgerichtet wurden, erhalten.